# صبغت‌الله مجددی
صبغت‌الله مجددی (زاده ۱ ثور/اردیبهشت ۱۳۰۴ – درگذشتهٔ ۲۲ دلو/بهمن ۱۳۹۷) سیاستمدار، جنگ‌سالار و فقیه اهل افغانستان بود. مجددی به مدت ۲ ماه از ۸ ثور ۱۳۷۱ تا ۸ سرطان همان سال به عنوان  رئیس‌جمهور موقت افغانستان قدرت را در دست داشت. وی پس از سقوط طالبان در سال ۲۰۰۳ رئیس لویه جرگه تصویب‌کننده قانون اساسی افغانستان و از سال ۲۰۰۵ تا سال ۲۰۱۱ رئیس مشرانو جرگه (مجلس سنای افغانستان) بود.
مجددی در جریان جنگ شوروی در افغانستان از رهبران مجاهدین افغان بود و در سال ۱۳۵۷ جبهه ملی نجات را برای مبارزه با حکومت کمونیستی افغانستان بنیان گذاشت. مجددی پس از پیروزی مجاهدین و سقوط حکومت کمونیستی افغانستان در بهار ۱۳۷۱ به عنوان رئیس موقت دولت اسلامی افغانستان منصوب شد. مجددی از قوم عرب و از یکی از خانواده‌های مذهبی برجسته در کابل بود.

## ریاست جمهوری
پس از فروپاشی حکومت محمد نجیب‌الله توسط مجاهدین افغانستان، مجددی توسط گروه‌های جهادی دو ماه از ۲۸ آوریل تا ۲۸ ژوئن ۱۹۹۲ به مقام ریاست جمهوری افغانستان انتخاب شد.
او همچنین از مشایخ بزرگ طریقت نقشبندیه و منتسب به شیخ احمد سرهندی معروف به مجدد الف ثانی می‌باشد.

## تاریخچه زندگی صبغت اله مجددی
فضل عمر مجددی جد صبغت اله مجددی در دولتهای امان‌الله شاه محمد نادر شاه و محمد ظاهرشاه نقش زیادی را داشت در سال ۱۹۵۶ از جهان رخت بست. پس از او در راس این خانواده محمد ابراهیم مجددی قرار گرفت. او را بنام " ضیا المشایخ " یا شیرپاچا یا حضرت صاحب، یاد می‌کردند.
در ژانویه سال ۱۹۷۹ به امر حفیظ الله امین، ابراهیم مجددی با ۲۱ نفر اعضای خانواده اش تیرباران شدند. از آن تاریخ به بعد، صبغت الله مجددی در راس قدرت خانوادگی قرار گرفت.
صبغت الله مجددی در سال ۱۹۲۵ در کابل به دنیا آمد. فرزند محمد معصوم مجددی بود. صبغت الله مجددی در سال ۱۹۴۸ به قاهره سفر کرد و شامل دانشگاه الازهر گردید؛ و آن دانشگاه را موفقانه به پایان رساند. در قاهره با رهبر اخوان المسلمین حسن الحوضایبه آشنائی پیدا کرد و از جمله پیروان او شد. صبغت الله مجددی یکجا با اخوان المسلمین به سال ۱۹۵۴ در توطیهٔ قتل جمال عبدالناصر سهم ورزید که به نافرجامی انجامید. در نتیجه آن، صبغت الله مجددی با اطفال و عم خود، صادق مجددی که سفیر افغانستان در قاهره بود، از کشور اخراج گردیدند. زمانیکه به کابل برگشت مصروف تدریس مضامین دینی در دانشگاه کابل، لیسه نجات، لیسه غازی، لیسه استقلال و دارالمعلمین عالی و دارالمعلمین عربی شد. در سال ۱۹۶۰ بنابر سهم‌گیری صبغت الله مجددی در توطئه قتل علیه هیئت دولتی اتحاد شوروی در کابل به زندان افتاد. او مدت چهار و نیم سال را در زندان سپری کرد و بعد از آن برای دو سال از کشور تبعید شد. بنابر پیشنهاد شاه عربستان سعودی در سال ۱۹۷۱، صبغت الله مجددی به‌صفت امام جماعت مسجد کپنهاگ به دانمارک و آمر «مرکز ملی کشورهای اسکاندیناوی» که از طرف کشور لیبیا تمویل می‌گشت، فرستاده شد. در سال ۱۹۷۷ از حکومت عربستان سعودی تقاضای تابعیت را نمود که تقاضای او برآورده گردید و برایش تابعیت عربستان داده شد.
صبغت الله مجددی از سقوط سلطنت و اعلام جمهوریت در افغانستان توسط دشمن دیرینه اش سردار محمد داود سخت متأثر گشت. طوری که از لابلای اسناد تحقیقات مولوی فیضانی بر می‌آید که در منطقه پل خشتی کابل کتابخانه شخصی داشت، صبغت الله مجددی گروپ نظامی مخفی را رهبری می‌کرد.
بعد از انقلاب ثور۱۹۷۷، صبغت الله مجددی جبهه ملی برای نجات افغانستان را تأسیس کرد و طوری که خودش ادعا دارد، نخستین کسی بود که جهاد را علیه ملحدین در کابل، اعلام نمود. بالعموم نیروهای تنظیم نجات ملی در نوار مرزی یعنی مناطق قبایل پشتون و همچنان در ولایات قندوز، فاریاب و تخار فعالیت داشتند که تعداد نیروهای او به پانزده هزار نفر می‌رسید.
بعد از آنکه ارتش اتحاد شوروی در سال ۱۹۸۹ از افغانستان خارج شد، صبغت الله مجددی به عنوان رئیس حکومت مجاهدین در پیشاور قرار گرفت. این حکومت جلای وطن، بزودی از هم پاشید، زیرا نتوانست مورد حمایت کشورهای خارج و بعضی از تنظیم‌های مسلح مجاهدین قرارگیرد.

پرچم افغانستان در دوره ریاست جمهوری صبغت‌الله مجددی

زمانی که انتقال قدرت در آوریل سال ۱۹۹۲ به مجاهدین صورت گرفت، مجددی به عنوان ممثل دولت اسلامی تعین شد. مجددی از تشکیل دولت اسلامی در افغانستان طرفداری می‌کند. در برنامه جبهه نجات ملی افغانستان «که رهبری آنرا بدست داشت»، گفته شده‌است: «مرام جبهه عبارت از ایجاد حکومت اسلامی بر مبنای عدالت، برابری و پیروی از شورا در جریان پیشبرد امور کشور. تأمین آزادی‌های فردی و اجتماعی مطابق به اساسات دین مقدس اسلام. جبهه مخالف جدی نظام مطلقه، دیکتاتوری فردی یا حزبی می‌باشد. جبهه طرفدار تأمین مناسبات حسنه با تمام کشورهای همسایه است و از حل منازعات که بین آنها بنابر دلایلی بین آنها موجود باشد حمایت می‌کند».
با در نظر داشت بافت اتنیکی، مذهبی، سیاسی و اوضاع نظامی افغانستان، باید گفت که صبغت الله مجددی بمثابه رئیس دولت، دارای صفات خوب وهم خیلی ضعیف هم بود زیرا عدهٔ محدودی از مردم افغانستان از او حمایت نمودند.
بتاریخ ۲۸ جون سال ۱۹۹۲، دوره کار مجددی به عنوان ممثل دولت بعد از دو ماه پایان یافت و برهان الدین ربانی جانشین او شد. اما صبغت الله مجددی به عنوان عضو شورای جهادی باقی ماند.
مجددی در بخش فلسفه اسلامی از شهرت بسزائی در کشورهای اسلامی برخوردار است و از این رو در بسی جلسات و کنفرانسهای اسلامی در عربستان سعودی در سال ۱۹۷۲، لیبیا در سال ۱۹۷۳، انگلستان ۱۹۷۶و ۱۹۷۷ و ۱۹۷۹، ایالات متحده آمریکا ۱۹۷۸، کاگاره ۱۹۷۹ و دیگر اشتراک نموده‌است.

## درگذشت
صبغت الله مجددی که از مدتی قبل از بیماری رنج می‌برد در ۲۲ دلو/بهمن ۱۳۹۷ در کابل درگذشت.